# Годијаско
Годијаско (итал. Godiasco) је насеље у Италији у округу Павија, региону Ломбардија.
Према процени из 2011. у насељу је живело 1043 становника. Насеље се налази на надморској висини од 201 м.

## Становништво
| 1936. | 1951. | 1961. | 1971. | 1981. | 1991. | 2001. | 2011. |
| ----- | ----- | ----- | ----- | ----- | ----- | ----- | ----- |
| 2.479 | 2.694 | 2.447 | 2.427 | 2.356 | 2.452 | 2.806 | 3.130 |